# Luis Montes
Luis Arturo Montes Jiménez (Ciudad Juárez, 15 mei 1986) is een Mexicaans voetballer die doorgaans speelt als middenvelder. In januari 2024 verliet hij Club León. Montes debuteerde in 2013 in het Mexicaans voetbalelftal .

## Clubcarrière
Montes speelde bij Indios de Ciudad Juárez en kwam in 2006 bij CF Pachuca terecht. Voor die club debuteerde hij op 22 maart 2007, toen hij tijdens de 3–0 overwinning op San Luis acht minuten voor tijd mocht invallen. Na vijf jaar bij Pachuca stapte de middenvelder in de zomer van 2011 op huurbasis over naar Club León, samen met teamgenoot Carlos Peña. Met Club León werd hij in 2012 kampioen van de Liga de Ascenso, waarna de club promoveerde naar de Primera División. In 2013 kroonde Montes zich met zijn werkgever tevens tot kampioen van die competitie. Na twee jaar huur werd Montes officieel een speler van Club León. Montes verlengde in maart 2019 zijn verbintenis tot medio 2021. In januari 2023 nam Everton de Mexicaan op huurbasis over. Na deze verhuurperiode verliet hij León definitief.

## Interlandcarrière
Montes maakte zijn debuut voor het Mexicaans voetbalelftal op 18 april 2013. Op die dag werd een vriendschappelijke wedstrijd tegen Peru met 0–0 gelijkgespeeld. Montes mocht van bondscoach José Manuel de la Torre een kwartier voor tijd invallen voor Pablo Barrera. Montes behoorde tot de selectie van het Mexicaans voetbalelftal voor het WK 2014 in, maar tijdens een oefenwedstrijd tegen Ecuador brak hij twee weken voor het toernooi begon zijn been. Bondscoach Miguel Herrera kon hem daardoor niet meenemen naar Brazilië.
| Interlands van Luis Montes voor Mexico | Interlands van Luis Montes voor Mexico | Interlands van Luis Montes voor Mexico | Interlands van Luis Montes voor Mexico | Interlands van Luis Montes voor Mexico | Interlands van Luis Montes voor Mexico |
| №                                      | Datum                                  | Wedstrijd                              | Uitslag                                | Competitie                             | Goals                                  |
| Als speler van Club León               | Als speler van Club León               | Als speler van Club León               | Als speler van Club León               | Als speler van Club León               | Als speler van Club León               |
| -------------------------------------- | -------------------------------------- | -------------------------------------- | -------------------------------------- | -------------------------------------- | -------------------------------------- |
| 1                                      | 18 april 2013                          | Peru – Mexico                          | 0 – 0                                  | Vriendschappelijk                      |                                        |
| 2                                      | 12 juli 2013                           | Mexico – Canada                        | 2 – 0                                  | Gold Cup 2013                          |                                        |
| 3                                      | 15 juli 2013                           | Martinique – Mexico                    | 1 – 3                                  | Gold Cup 2013                          | Goal                                   |
| 4                                      | 21 juli 2013                           | Mexico – Trinidad en Tobago            | 1 – 0                                  | Gold Cup 2013                          |                                        |
| 5                                      | 25 juli 2013                           | Panama – Mexico                        | 2 – 1                                  | Gold Cup 2013                          | Goal                                   |
| 6                                      | 31 oktober 2013                        | Mexico – Finland                       | 4 – 2                                  | Vriendschappelijk                      |                                        |
| 7                                      | 13 november 2013                       | Mexico – Nieuw-Zeeland                 | 5 – 1                                  | WK 2014 kwalificatie                   |                                        |
| 8                                      | 20 november 2013                       | Nieuw-Zeeland – Mexico                 | 2 – 4                                  | WK 2014 kwalificatie                   |                                        |
| 9                                      | 30 januari 2014                        | Mexico – Zuid-Korea                    | 4 – 0                                  | Vriendschappelijk                      |                                        |
| 10                                     | 6 maart 2014                           | Mexico – Nigeria                       | 0 – 0                                  | Vriendschappelijk                      |                                        |
| 11                                     | 3 april 2014                           | Verenigde Staten – Mexico              | 2 – 2                                  | Vriendschappelijk                      |                                        |
| 12                                     | 31 mei 2014                            | Mexico – Ecuador                       | 3 – 1                                  | Vriendschappelijk                      | Goal                                   |
| 13                                     | 15 april 2015                          | Verenigde Staten – Mexico              | 2 – 0                                  | Vriendschappelijk                      |                                        |
| 14                                     | 30 mei 2015                            | Mexico – Guatemala                     | 3 – 0                                  | Vriendschappelijk                      |                                        |
| 15                                     | 3 juni 2015                            | Peru – Mexico                          | 1 – 1                                  | Vriendschappelijk                      |                                        |
| 16                                     | 7 juni 2015                            | Brazilië – Mexico                      | 2 – 0                                  | Vriendschappelijk                      |                                        |
| 17                                     | 12 juni 2015                           | Mexico – Bolivia                       | 0 – 0                                  | Copa América 2015                      |                                        |
| 18                                     | 10 februari 2016                       | Mexico – Senegal                       | 2 – 0                                  | Vriendschappelijk                      |                                        |
| 19                                     | 8 februari 2017                        | Mexico – IJsland                       | 1 – 0                                  | Vriendschappelijk                      |                                        |
| 20                                     | 22 maart 2019                          | Mexico – Chili                         | 3 – 1                                  | Vriendschappelijk                      |                                        |
| 21                                     | 26 maart 2019                          | Mexico – Paraguay                      | 4 – 2                                  | Vriendschappelijk                      | Goal                                   |
| 22                                     | 9 juni 2019                            | Mexico – Ecuador                       | 3 – 2                                  | Vriendschappelijk                      | Goal                                   |
| 23                                     | 19 juni 2019                           | Mexico – Canada                        | 3 – 1                                  | Gold Cup 2019                          |                                        |
| 24                                     | 29 juni 2019                           | Mexico – Costa Rica                    | 1 – 1 (5 – 4 n.s.)                     | Gold Cup 2019                          |                                        |
| 25                                     | 2 juli 2019                            | Haïti – Mexico                         | 0 – 1 n.v.                             | Gold Cup 2019                          |                                        |

Bijgewerkt op 30 april 2025.

## Erelijst
| Liga de Ascenso  | 1 | Clausura 2012                               |
| Primera División | 3 | Apertura 2013, Clausura 2014, Apertura 2020 |